# Ван Анрой, Петер
Петер Гейсберт ван Анрой (нидерл. Peter Gijsbert van Anrooy; 13 октября 1879, Залтбоммел — 31 декабря 1954) — нидерландский композитор и дирижёр.
Сын аптекаря Петра Гейсберта ван Анроя и Йозефы Елены Марии Пул. Учился в Утрехтской консерватории по классам фортепиано, скрипки и композиции, затем изучал дирижирование в Дрездене под руководством Виллема Кеса. Также учился в Москве у Сергея Танеева. В 1905—1910 гг. руководил оркестром в Гронингене.  В 1914 году  он получил почетное звание доктора философии. В  1910—1917 гг. возглавлял Арнемский филармонический оркестр, в 1917—1935 гг. гаагский Резиденц-оркестр. Ван Анрой оставил ряд оркестровых и фортепианных произведений. Хотя его ранние работы в основном были сосредоточены на таких классических произведениях, как Бах, Моцарт, Бетховен, Дебюсси, Равель, Малер и Штраус, позднее он уделял большее внимание современным голландским композиторам. 